# Чемпіонат Європи з футболу серед жінок 2021 (відбірковий турнір)
Відбірковий турнір чемпіонату Європи серед жінок 2021 року — турнір, що пройде з серпня 2019 по вересень 2020 року і визначить 15 збірних, які візьмуть участь у фінальному турнірі жіночого чемпіонату Європи в Англії.
47 країн-членів УЄФА будуть брати участь у кваліфікаційному змаганні, щоб визначити 15 збірних, які візьмуть участь у фінальному турнірі чемпіонату Європи. На відміну від попередніх кваліфікаційних змагань, попередній раунд був скасований, і всі учасники починають відбір з кваліфікаційного групового турніру.
Збірні команди Кіпру та Косово дебютують на своєму першому відборі до жіночого чемпіонату Європи.

## Формат турніру
Кваліфікаційні змагання складаються з двох раундів:
- Кваліфікаційний груповий турнір (пройде з серпня 2019 по вересень 2020 років) — 47 команд розбиті на дев'ять груп по п'ять або шість команд. Матчі проходять за коловою системою. Дев'ять переможців груп і три найкращих команд з числа тих, що посіли другі місця (без врахування результату з шостою командою у своїй групі) кваліфікуються безпосередньо до фінального турніру чемпіонату Європи. Шість найгірших команд з числа тих, що посіли другі місця виходять до раунд плей-оф.

- Плей-оф (пройде в жовтні 2020) — шість команд мають зіграти у стикових матчах за три путівки. Пари команд грають між собою два матчі, переможці кваліфікуються на фінальний турнір чемпіонату Європи.

### Додаткові показники
При рівності очок у декількох команд місця використовуються додаткові показники у наступному порядку:
1. Очки, набрані в матчах цих команд;
2. Різниця м'ячів в матчах цих команд;
3. Кількість забитих м'ячів в матчах цих команд;
4. Число забитих на чужому полі м'ячів в матчах цих команд;
5. Якщо після застосування перших чотирьох критеріїв у двох або декількох команд показники будуть все ще рівні, перші чотири критерії повторно застосовуються до цих команд, з урахуванням тільки матчів між ними. У разі рівності після цієї процедури застосовуються інші критерії;
6. Різниця м'ячів у матчах групового етапу;
7. Кількість забитих м'ячів в матчах групового етапу;
8. Число забитих на чужому полі м'ячів у матчах групового етапу;
9. Перемоги в матчах групового етапу;
10. Перемоги на виїзді в матчах групового етапу;
11. Рейтинг Fair Play УЄФА (1 очко за одну жовту картку, 3 очки за червону картку в результаті двох жовтих карток, 3 очки за пряму червону картку);
12. Розташування команд в рейтингу УЄФА, що змінилося при жеребкуванні турніру.

При визначенні шести кращих команд, що посіли другі місця в групах, не враховуються результати матчів проти команд, які посіли останні місця в групах. Розміщення команд визначається такими критеріями:
1. Кількість набраних очок;
2. Краща різниця м'ячів;
3. Більша кількість забитих м'ячів;
4. Кількість м'ячів, забитих на чужому полі;
5. Перемоги;
6. Перемоги на виїзді;
7. Показники fair play;
8. Становище команд в рейтингу УЄФА, що змінилося при жеребкуванні турніру.

У раунді плей-оф у випадку рівного рахунку за підсумками двох матчів діє правило «голи на чужому полі», вживане після завершення додаткового часу матчу. Якщо переможець не визначений за підсумками додаткового часу, то пробиваються післяматчеві пенальті.

## Календар матчів
| Етап                            | Дата проведення |
| ------------------------------- | --------------- |
| Кваліфікаційний груповий турнір |                 |
| 26 серпня — 3 вересня 2019      |                 |
| 30 вересня — 8 жовтня 2019      |                 |
| 4 — 12 листопада 2019           |                 |
| 2 — 11 березня 2020             |                 |
| 6 — 14 квітня 2020              |                 |
| 1 — 9 червня 2020               |                 |
| 14 — 22 вересня 2020            |                 |
| Плей-оф                         |                 |
| 19 — 27 жовтня 2020             |                 |

## Учасники
Рейтинг команд розраховується на основі їхніх виступів на таких турнірах:
- Чемпіонат світу 2015 року і відбірковий турнір до нього (20 %);
- Чемпіонат Європи 2017 року і відбірковий турнір до нього (40 %);
- Відбірковий турнір до чемпіонату світу 2019 (40 %).

Організатор турніру —  Англія
| Кошик 1 | Кошик 2 | Кошик 3 |
| --- | --- | --- |
| - Франція (40,775) - Німеччина (40,405) - Нідерланди (40,003) - Іспанія (39,181) - Швеція (36,608) - Норвегія (36,060) - Швейцарія (35,481) - Шотландія (35,237) - Італія (34,741)          | - Австрія (33,503) - Данія (32,935) - Ісландія (32,012) - Бельгія (32,007) - Росія (28,187) - Вельс (28,042) - Україна (27,260) - Фінляндія (25,907) - Чехія (25,007)                                        | - Португалія (25,002) - Ірландія (24,617) - Польща (23,712) - Румунія (22,432) - Сербія (19,846) - Словенія (18,207) - Угорщина (17,601) - Боснія і Герцеговина (17,056) - Білорусь (16,361) |
| Кошик 4 | Кошик 5 | |
| - Туреччина (16,142) - Словаччина (16,046) - Хорватія (15,921) - Північна Ірландія (14,966) - Греція (14,868) - Ізраїль (12,771) - Казахстан (12,453) - Албанія (10,899) - Молдова (10,899) | - Фарерські острови (7,777) - Мальта (7,556) - Північна Македонія (7,242) - Естонія (7,225) - Чорногорія (7,106) - Грузія (6,500) - Латвія (5,702) - Литва (4,973) - Азербайджан (0) - Кіпр (0) - Косово (0) | |

## Кваліфікаційний турнір
| Умовні колірні позначення                                 |
| --------------------------------------------------------- |
| Збірна вийшла до фінальної частини чемпіонату Європи 2021 |
| Збірна вийшла до раунду плей-оф                           |
| Збірна не вийшла з групи                                  |

Жеребкування кваліфікаційного групового турніру відбулося 22 лютого 2019 у штаб-квартирі УЄФА в Ньйоні, Швейцарія.

### Порівняння команд, що посіли другі місця в групах
Перші три команди кваліфікуються до фінального турніру чемпіонату Європи. Інші — виходять до раунду плей-оф.

## Раунд плей-оф
Жеребкування плей-оф, яке визначило порядок матчів, відбудеться 25 вересня 2020 року в штаб-квартирі УЄФА в Ньйоні, Швейцарія.

## Команди, що кваліфікувались
| Команда | Метод кваліфікації              | Дата кваліфікації | Участь у фіналах | Остання участь                                 | Кращий результат   | Рейтинг |
| ------- | ------------------------------- | ----------------- | ---------------- | ---------------------------------------------- | ------------------ | ------- |
| Англія  | Організатор                     | 3 грудня 2018     | 8                | 1984, 1987, 1995, 2001, 2005, 2009, 2013, 2017 | Фінал (1984, 2009) |         |
|         | Переможець відбіркової групи A  |                   |                  |                                                |                    |         |
|         | Переможець відбіркової групи B  |                   |                  |                                                |                    |         |
|         | Переможець відбіркової групи C  |                   |                  |                                                |                    |         |
|         | Переможець відбіркової групи D  |                   |                  |                                                |                    |         |
|         | Переможець відбіркової групи E  |                   |                  |                                                |                    |         |
|         | Переможець відбіркової групи F  |                   |                  |                                                |                    |         |
|         | Переможець відбіркової групи G  |                   |                  |                                                |                    |         |
|         | Переможець відбіркової групи H  |                   |                  |                                                |                    |         |
|         | Переможець відбіркової групи I  |                   |                  |                                                |                    |         |
|         | Друге місце у відбірковій групі |                   |                  |                                                |                    |         |
|         | Друге місце у відбірковій групі |                   |                  |                                                |                    |         |
|         | Друге місце у відбірковій групі |                   |                  |                                                |                    |         |
|         | Переможець плей-оф              |                   |                  |                                                |                    |         |
|         | Переможець плей-оф              |                   |                  |                                                |                    |         |
|         | Переможець плей-оф              |                   |                  |                                                |                    |         |